# Сова-голконіг роутська
Сова́-голконі́г роутська (Ninox rotiensis) — вид совоподібних птахів родини совових (Strigidae). Ендемік Індонезії. Раніше вважався підвидом австралійської сови-голконога, однак був визнаний окремим видом.

## Таксономія
Роутська сова-голконіг була науково описана 1997 року австралійськими біологами Рональдом Джонстоном і Дж. Дарнеллом за зразком, зібраним у 1990 році — самицею, яка потрапила в ловчу сітку. Цей птах є меншим за австралійську сову-голконога, а першорядні махові пера, пера на надхвісті стернові пера у нього поцятковані смужками. Генетичний аналіз і аналіз вокалізації показав, що цей птах значно відрізняється від австралійських популяцій, через що у 2019 році він був рекласифікований як окремий вид.

## Поширення і екологія
Роутські сови-голконоги є ендеміками острова Роте в архіпелазі Малих Зондських островів. Вони живуть у сухих тропічних лісах і мангрових лісах, трапляються поблизу людських поселень.